# Claude Martin (diplomate)
Pour les articles homonymes, voir Claude Martin.
Claude Martin, né le 24 septembre 1944 à Saint-Germain-en-Laye, est un diplomate français, élevé à la dignité d'ambassadeur de France le 2 octobre 2006. Il a notamment dirigé les ambassades de France en Chine et en Allemagne.

## Biographie
Claude Pierre Marcel Martin est né le 24 septembre 1944 à Saint-Germain-en-Laye (Yvelines), où il effectue une partie de sa scolarité, notamment à l'école Saint-Érembert puis au lycée Marcel-Roby. Il entre ensuite à l'Institut d'études politiques de Paris (dont il est diplômé en 1964 dans la section service public) et à l'École nationale des langues orientales vivantes où il suit des cours de chinois, de russe et de birman. Il est admis en 1964 à l'École nationale d'administration (Promotion « Turgot » sortie en 1968). Durant sa scolarité à l'ÉNA, interrompue par son détachement comme attaché culturel à l'ambassade de France à Pékin, au titre de son service militaire, il assiste au déclenchement de la révolution culturelle.
Il choisit après cette expérience d'entrer au Quai d'Orsay, d'abord affecté au service chargé des questions européennes. De 1968 à 1969, il est chargé des négociations internationales sur le développement. Il est l’adjoint, puis le successeur de Lionel Jospin, et participe à diverses conférences à Genève, New York, Bangkok, Manille, et Tokyo.
En décembre 1969, au lendemain du Sommet européen de La Haye, il entre au cabinet du ministre Maurice Schumann où il est chargé particulièrement de suivre les négociations avec la Grande-Bretagne, conclues par le Traité d’adhésion du 13 juillet 1972.
En avril 1973, il participe, sous la direction du nouveau ministre Michel Jobert, aux côtés de Thierry de Montbrial et Jean-Louis Gergorin, à la création du Centre d’analyse et de prévision (CAP), depuis 2013 Centre d'analyse, de prévision et de stratégie (un temps direction de la prospective).
En septembre 1973, il est nommé conseiller technique au cabinet de Michel Jobert pour les questions européennes et asiatiques. Il exerce les mêmes fonctions auprès des ministres suivants, Jean Sauvagnargues (1974-1976), Louis de Guiringaud (1976-1977), et Jean François-Poncet (1978).
En avril 1975, il scelle le sort des personnalités réfugiées dans l'enceinte de l'ambassade de France à Phnom Penh en adressant au vice-consul Jean Dyrac un télégramme : « Le fait que le droit d’asile ne soit pas reconnu en droit international et le caractère particulier de votre mission ne nous permettent pas de donner satisfaction aux demandes du Prince Sirik Matak et de M. Um Bum Hor [sic]… Vous ferez savoir aux intéressés que nous ne sommes pas en mesure d’assurer la protection qu’ils attendent ».
En décembre 1978, il est nommé ministre-conseiller à l’ambassade de France à Pékin, où il restera six ans. En qualité d’adjoint des ambassadeurs Claude Arnaud, Claude Chayet, et Charles Malo, dont il exerce à plusieurs reprises l'intérim en qualité de chargé d’affaires, il observe l’ouverture de la Chine, le développement de sa politique de réforme, et contribue au lancement des premiers grands projets de coopération franco-chinoise, dans le domaine nucléaire, pétrolier, ferroviaire, ou aéronautique.
En septembre 1984, il revient en Europe. Représentant permanent adjoint de la France auprès des Communautés européennes, il est notamment chargé des négociations budgétaires et agricoles, et de la création de grand marché intérieur européen.
En septembre 1986, il est nommé directeur d’Asie-Océanie. C’est dans ces fonctions qu’il conçoit et engage, à partir de janvier 1987, le processus de négociation qui conduira, au bout de quatre ans, au règlement du problème cambodgien. En s’appuyant sur la personnalité incontestée du Prince Sihanouk, il met au point un plan de paix qui obtient, au prix de longues consultations, l’appui des 5 grandes puissances, des pays de la région, et finalement des 4 factions cambodgiennes elles-mêmes. En juillet 1989, une première Conférence pour la Paix au Cambodge se réunit à Paris. Elle doit suspendre ses travaux au bout d’un mois. La France créé alors un mécanisme de consultation restreint qui permet de régler les questions les plus importantes. Le cadre général du plan de paix est adopté à l’unanimité par le Conseil de Sécurité puis par l’Assemblée générale des Nations unies en juillet 1990. Le Plan prévoit le déploiement d’une Autorité provisoire des Nations unies au Cambodge (APRONUC) dont les modalités de fonctionnement seront précisées dans des négociations qui se prolongeront encore pendant plusieurs mois. L’accord final sera signé à Paris en 1991.
Claude Martin suit avec attention, pendant les quatre années qu’il passe à la direction d’Asie, les affaires chinoises. Il effectue de fréquents déplacements à Pékin et se trouve présent sur la place Tian'anmen, dans la nuit du 3 au 4 juin 1989.
En novembre 1990, il est nommé ambassadeur à Pékin. Il s’emploie à reconstruire une relation stable avec la Chine. Celle-ci sera marquée cependant par de fortes turbulences. La décision de la France de vendre à Taïwan des frégates (1991) puis des Mirage (1992) amène les deux pays au bord de la rupture. L’ambassadeur s’emploie à maintenir le dialogue, et manifeste son désaccord. Le changement de majorité en France permet le retour à une relation pacifiée entre les deux pays. Claude Martin rentre à Paris en novembre 1993.
Il est nommé par Alain Juppé secrétaire général adjoint du ministère et directeur général des affaires européennes et économiques. Dans ces fonctions, il dirige les travaux préparatoires au « grand élargissement » de l’Union européenne en direction des pays de l’Est. Il négocie avec ces pays des accords d’association qui permettront de les préparer à l’adhésion, et fait des propositions pour une réforme des institutions. Il négocie parallèlement plusieurs accords avec la Russie, et notamment l’arrangement qui met fin au contentieux sur les emprunts russes.
En avril 1999, il est nommé ambassadeur en Allemagne. Il installe la nouvelle ambassade de France sur la Pariser Platz à Berlin, inaugurée par Jacques Chirac le 23 janvier 2003. En 2006, il se voit conférer la dignité d’ambassadeur de France.
Au terme d’un séjour d'une durée remarquable de neuf ans,, il quitte l’Allemagne, le 24 septembre 2007, pour être nommé conseiller-maître à la Cour des comptes.
Parallèlement, il conserve une mission de réflexion au Quai d’Orsay. Il siège en 2008 dans la commission instituée par Bernard Kouchner[Laquelle ?]. Il est nommé président du conseil des affaires étrangères, en remplacement de Dominique Girard en 2009, jusqu'en 2012 avant de prendre sa retraite.
Ses mémoires, La diplomatie n'est pas un dîner de gala, sont saluées par les médias. L'Obs les classe ainsi parmi « les ouvrages qui sortent du lot, qui font œuvre historique et analytique utile ». Le livre obtient le Prix Saint-Simon 2018,. Il s'y montre très critique à l'égard de ce qu'il nomme le « lobby taïwanais », écrivant faussement que Taïwan est encore une dictature en 1989 au lendemain des « manifestations de la place Tian'anmen » réprimées par le gouvernement de la RPC alors que le processus de démocratisation a commencé dans l'archipel rival de la Chine dirigée par le Parti communiste.

### Vie privée
L'épouse de Claude Martin, Feifei, est d'origine chinoise,

## Œuvre
- La diplomatie n'est pas un dîner de gala : Mémoires d'un ambassadeur Paris-Pékin-Berlin, La Tour-d'Aigues, Nouvelles éditions de l'Aube, coll. « Monde en cours », 15 mars 2018, 946 p. (ISBN 978-2-8159-2762-8)[22],[23]
- Quand je pense à l’Allemagne, la nuit. Mémoires d’un ambassadeur, Éditions de l’Ambe. 22 mars 2023, 936p  (ISBN 978-2-8159-4817-3)

## Distinctions
- Chevalier de la Légion d'honneur (2002)[24]
- Lauréat du 43e Prix Saint-Simon en 2018[25];
- Lauréat du prix Jacques-de-Fouchier de l'Académie française (2019)[26]
- Lauréat du prix François-Mauriac (2019)[27]